# Нижегородское сельское поселение
Нижегородское сельское поселение — муниципальное образование в Апшеронском районе Краснодарского края России.
В рамках административно-территориального устройства Краснодарского края ему соответствует Нижегородский сельский округ.
Административный центр — станица Нижегородская.

## Население
| 2010 | 2012 | 2013 | 2014 | 2015 | 2016 | 2017 |
| ---- | ---- | ---- | ---- | ---- | ---- | ---- |
| 880  | ↗882 | ↘879 | ↗883 | ↘875 | ↘870 | ↘861 |
| 2018 | 2019 | 2020 | 2021 | 2023 |      |      |
| →861 | ↗866 | ↘864 | ↘782 | ↘770 |      |      |

## Населённые пункты
В состав сельского поселения (сельского округа) входят 3 населённых пункта:
| № | Населённый пункт | Тип населённого пункта | Население (чел.) |
| - | ---------------- | ---------------------- | ---------------- |
| 1 | Гуамка           | хутор                  | ↗316             |
| 2 | Красный Дагестан | хутор                  | ↗92              |
| 3 | Нижегородская    | станица                | ↗472             |